# Большая мечеть в Асмэре
Большая мечеть в Асмэре (араб. جَـامِـع الْـخُـلَـفَـاء الـرَّاشِـدِيْـن, роман. Jāmi‘ al-Khulafā’ ar-Rāshidīn), или же мечеть Праведных халифов — мечеть в столице Эритреи Асмэре. Как часть модернистской архитектуры города, является объектом Всемирного наследия ЮНЕСКО.

## Предпосылки строительства
Итальянская политика поддержки ислама в колониях проводилась задолго до того, как к власти пришли фашисты во главе с Бенито Муссолини, провозгласившего себя «защитником мусульман» и получившего в ознаменование этого меч ислама в 1937 году. В Эритрее внимание к исламу проявлял уже губернатор Фердинандо Мартини в 1897—1907 годах, как к важному инструменту достижения локального консенсуса. Муссолини продолжил эту политику: так, во времена итальянского правления в Эфиопии были построены 50 новых мечетей, и ещё 11 были восстановлены. Мечети строились в 1920-е и 1930-е годы и в Эритрее: например, уничтоженная землетрясением 1923 года мечеть в Массауа. В Асмэре же, кроме мечети, было построено ещё и здание исламского суда.

## Архитектура мечети

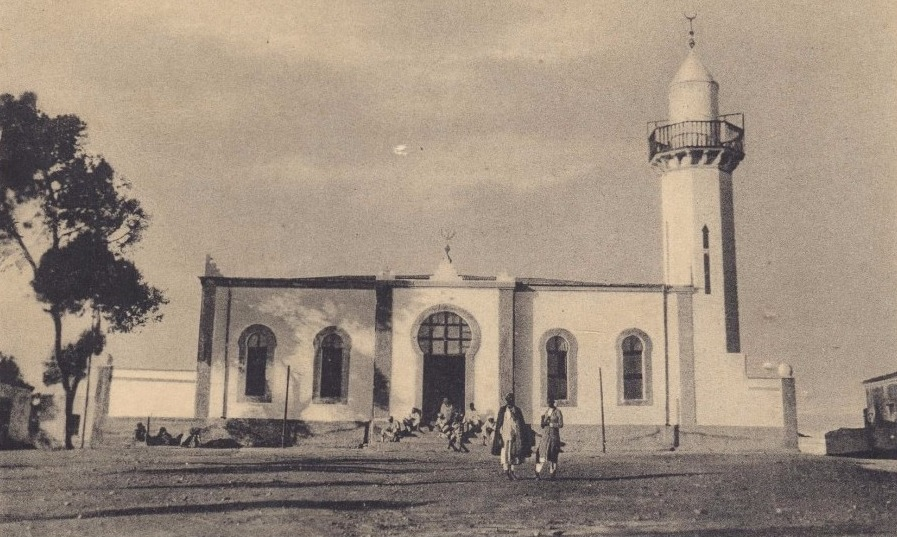
Построенная в 1906 году мечеть, снесённая в 1937 году для постройки Большой мечети.

Первая мечеть Праведных халифов в Асмэре, на месте которой в 1938 году была построена Большая мечеть, появилась в 1906 (по другим данным, в 1900) году. В отличие от Большой мечети, она, видимо, была ориентирована на Мекку, и имела восьмигранный минарет.
Строительство Большой мечети в Асмэре было начато в 1937 и завершено в 1938 году. Здание, выполненное по проекту итальянского архитектора Гвидо Феррацца, включает элементы рационалистического, классического, мавританского и исламского архитектурных стилей. Итальянский классицизм в мечети наиболее наглядно представляют каннелированный минарет, и округло-выпуклые портики и колоннады. Здание увенчано стеклянным куполом.
На площади для молитвы перед мечетью была выложена фраза «Anno XVI» (лат. «16-й год»), символизирующая год её постройки — 16-й год правления Муссолини. Впоследствии надпись была убрана с площади.
В 1943 году по плану, который разработал архитектор Джузеппе Арата, были застроены тротуары, соединявшие площади перед и позади мечети.
Мечеть является одной из самых больших в стране.